# Aiguette
L'Aiguette (ou Ayguette) est une  rivière du sud de la France qui coule dans le département de l'Aude en Haute vallée de l'Aude région Occitanie, et un affluent droit de l'Aude.
C'est aussi un site naturel classé Natura 2000.

## Géographie
L'Aiguette est une rivière qui prend sa source sur la commune de Le Bousquet sous le nom de Rec des Nou Fonts et se jette dans l'Aude en rive droite sur la commune d'Artigues dans le département de l'Aude.
La longueur de son cours d'eau est de 20,2 km.

### Communes traversées
L'Aiguette traverse cinq communes toutes dans le département de l'Aude : Le Bousquet, Counozouls, Roquefort-de-Sault, Sainte-Colombe-sur-Guette et Artigues.
Les Cascades de l'Aiguette à Counozouls, sont inscrites au titre des sites naturels depuis 1946.

## Affluents
L'Aiguette a huit tronçons affluents contributeurs référencés :
- le ruisseau de Lapazeuil : 1,8 km
- le ruisseau Rialtort : 1,8 km
- le ruisseau du Bécaud : 2,5 km
- le ruisseau de Caychal : 2,3 km
- le ruisseau de Roquefort : 7,1 km
- le ruisseau du Courtalet : 2,2 km
- le ruisseau de Bailleurs : 5,2 km
- le ruisseau de Madrènes : 2 km